# Elmo the Fearless

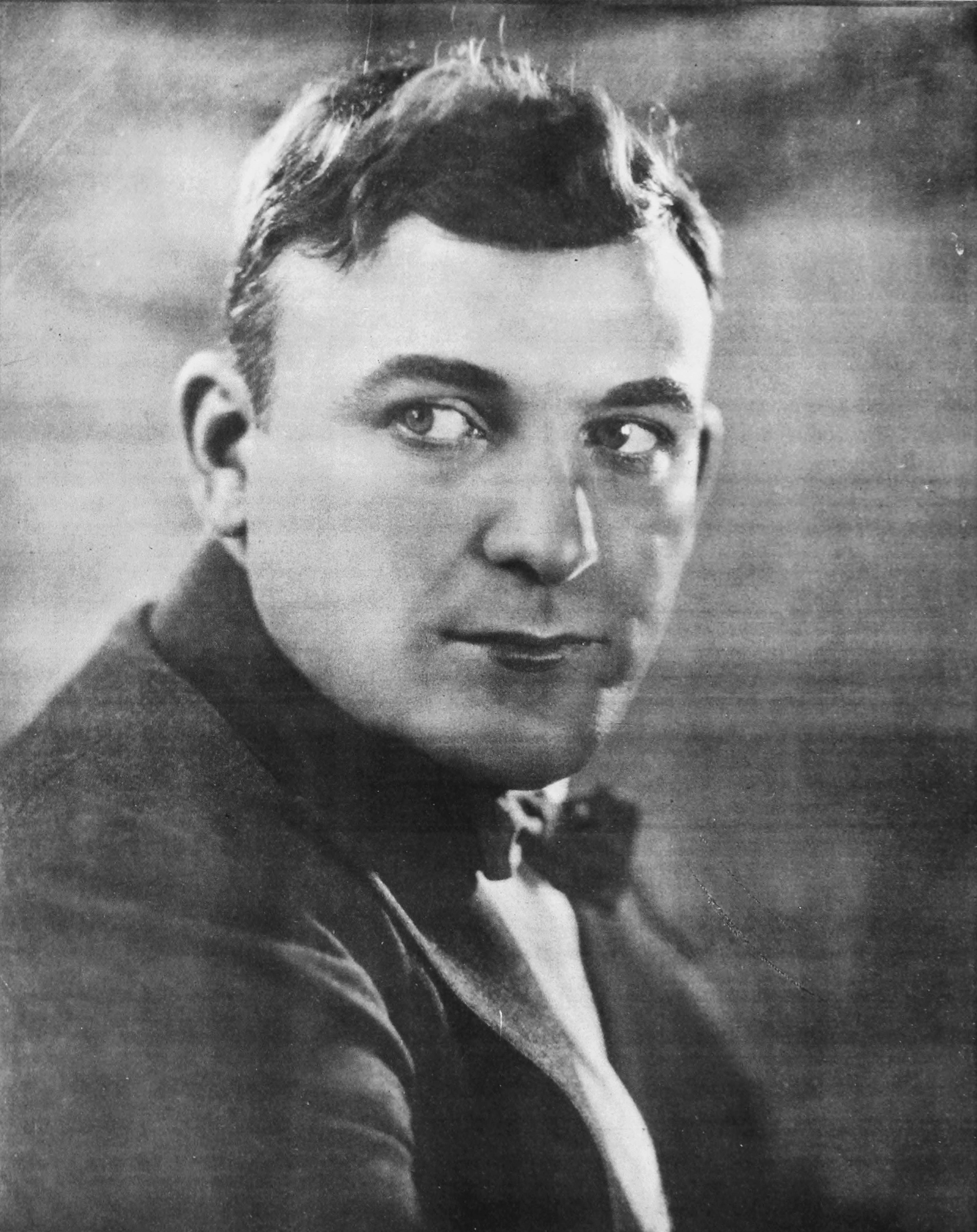
Elmo Lincoln, ator do seriado

Elmo the Fearless (bra: Elmo, o Destemido) é um seriado estadunidense de 1920, no gênero western, dirigido por J. P. McGowan, em 18 capítulos, estrelado por Elmo Lincoln e Louise Lorraine. O seriado foi produzido pela Great Western Producing Company e distribuído pela Universal Film Manufacturing Company, e veiculou originalmente nos cinemas dos Estados Unidos entre 9 de fevereiro e 7 de junho de 1920.
Este seriado é considerado perdido.

## Elenco
- Elmo Lincoln … The Stranger
- Louise Lorraine … Edith Stillwell
- William N. Chapman … Robert Stillwell (creditado William Chapman)
- Ray Watson … Paul Horton
- Frank Ellis … Dan Bulger
- V.L. Barnes … Checko
- Gordon McGregor … Guy Hatherton
- J. P. McGowan
- Monte Montague

## Capítulos
1. The Wreck of the Santiam
2. The Racing Death
3. The Life Line
4. The Flames of Death
5. The Smugglers' Cave
6. The Battle Under the Sea
7. The House of Mystery
8. The Fatal Crossing
9. The Assassin's Knife
10. The Fatal Bullet
11. The Temple of the Dragon
12. Crashing Through
13. The Hand on the Latch
14. The Avalanche
15. The Burning Fuse
16. The House of Intrigue
17. The Trap
18. The Fatal Letter (ou The Fateful Letter)

## Produção
Louise Lorraine, atriz principal do seriado, recebeu um grande impulso e também um novo nome, quando substituiu Grace Cunard. Depois de fazer Elmo the Mighty, Grace estava escalada para contracenar novamente com Elmo Lincoln, mas não pôde fazer o seriado por motivo de saúde e Louise entrou no seu lugar. O êxito de Louise nesse papel a levou a um contrato com a Universal Pictures como heroína de seriado, aparecendo também em muitos westerns de dois rolos da companhia. Neste seriado, Louise Fortune mudou seu nome para Louise Lorraine.